# Джендуба Спорт
Джендуба Спорт (араб. جندوبة الرياضية) — професіональний туніський футбольний клуб з однойменного міста, заснований в 1922 році.

## Хронологія назв
- 1922: Уніон Спортів де Сук ель-Арабаа
- 1945: Ассосіасьйон Спортів де Сук ель-Арабаа
- 1966: Джендуба Спорт

## Історія
Команда була заснована 1922 року в місті Джендуба під назвою Уніон Спортів де Сук ель-Арабаа. А вже наступного року команда стала переможцем чемпіонату округу та півфіналістом кубку, поступившись на цій стадії з мінімальним рахунком (1:2) лише майбутньому переможцю турніру, Авант-гарду (Туніс). Пізніше в регіональних змаганнях протягом кількох років клуб змагався з УСБ за статус найсильнішого в регіональних змаганнях.
В 1945 році команда змінила свою назву на Ассосіасьйон Спортів де Сук ель-Арабаа. З моменту свого заснування й до 1965 року, коли на посаду президента прийшов Алі Жаалауї, команда виступала в регональних змаганнях. В цей період команду тренували Стефан Даковські, Ломбардо, а пізніше Абдельмаджид Азаєз. Клуб, який з 1966 року почав виступати під назвою Джендуба Спорт, у 1969 році здобуває путівку до Північної окружної ліги, в якій провів наступні 11 сезонів, допоки не потрапив до третього дивізіону національного чемпіонату. В 1996 році новим президентом «Джендуба Спорт» став Мунір Баслі, який поставив перед гравцями та тренерським штабом підвищитися в класі, а в перспективі вийти до ТПЛ 1.
Вперше в своїй історії клуб вийшов до найвищого дивізіону національного чемпіонату в 2005 році. І в першому ж турі створив справжню сенсацію, перемігши в матчі відкриття першого туру чемпіонату іменитий «Есперанс (Туніс)» з рахунком 2:0. Незважаючи на тріумфальний старт, тим не менше, команда не змогла зберегти прописки в Лізі 1. Сезон 2006/07 років клуб провів у Туніській професійній лізі 2.
У квітні 2007 року, завдяки перемозі з рахунком 4:0 над своїм найближчим переслідувачем, клубом «Олімпік дю Кеф», команда посіла друге місце в Лізі 2, дозволивш себе випередити лише «Стад Габасьєн». До Ліги 1 «Джендубу Спорт» вивів вже новий головний тренер, Адель Селлімі.

## Досягнення
- Чемпіонат Тунісу з футболу (Ліга II, Третій дивізіон)
  -  Чемпіон (3): 1999, 2005, 2007

## Відомі гравці
- Калед Барка
- Фарук Шаїбі
- Фуед Шорфі
- Сейко Думбія
- Хуссем Еддін Седірі
- Дау Бакарі
- Рамзі Фатхалі
- Бубакар Туре
- Дідьє Лебрі
- Янн Апія

## Відомі тренери
- Мохаммед Желассі (2007/08)